# El león en invierno (teatro)
El león en invierno es una obra teatral escrita por James Goldman.
Se estrenó en Broadway en 1967. Al año siguiente, se realizó una adaptación cinematográfica de idéntico título que la divulgó en todo el mundo.

## Argumento
Enrique II, Rey de Inglaterra celebra la fiesta de Navidad y ordena que su esposa, Leonor de Aquitania salga del encierro donde la tiene desde hace diez años.
En el castillo de Chinon (hoy en día Francia), donde Enrique vive con su amante Alais (Adela de Francia), el rey reúne a sus tres hijos, Juan, Godofredo y Ricardo, Corazón de León, para decidir quién le sucede en el trono.

## Versiones en español
Año 1990, versión de Luis García Montero dirigida por Joaquín Vida. Estrenada en el Teatro Infanta Isabel de Madrid el 19 de enero de 1990 interpretada por Agustín González, Eva García, José Antonio Gallego, Gerardo Giancinti, Juan Polanco, María Asquerino y José Mª Barbero.
Publicada por Ediciones MK, Colección Escena, n.º 62, 1990. ISBN 84-7389-057-4
Año 2007, versión y dirección de Juan Carlos Pérez de la Fuente, con Manuel Tejada, Celia Freijeiro, Paco Blázquez, David Sánchez, Miguel Ángel Válcarcel y Néstor Arias.
- Datos: Q615544